# Амадзава, Тайдзиро
Тайдзиро Амадзава (яп. 天沢 退二郎) (21 июля 1936, Токио — 25 января 2023, Инагэ-ку) — японский поэт, детский писатель, переводчик с французского, а также исследователь творчества Кэндзи Миядзавы. Эмерит отделения французской литературы филологического факультета Университета Мэйдзи Гакуин.

## Биография и творчество
Родился в Токио. В 1939 году переехал в Маньчжурию, куда в Университет Кэнкоку был командирован его отец, работавший преподавателем. На родину вернулся после окончания войны в 1946 году. С конца 1940-х, испытывая сильное влияния Кэндзи Миядзавы, начал писать стихи. После окончания средней школы в префектуре Тиба поступил на филологический факультет Токийского университета (отделение французской литературы).  Как поэт дебютировал в 1957 году со сборником «Пути». С 1964 по 1966 годы проходил обучение в Парижском университете. После возвращения в Японию начал преподавать в Университете Мэйдзи Гакуин. Широкую известность получил с выходом сборника «Невидимые» в 1977 году (премия Фудзимуры). За сборник «В дантовом аду» (1985) был удостоен премии Таками Дзюна. В том же году принял активное участие в создании аниме «Ночь на галактической железной дороге» по мотивам  одноимённого произведения Миядзавы. В 1987 году за труд о Кэндзи Миядзаве был награждён премией его имени, присуждаемой ежедневной газетой Иватэ. В 1992 получил признание как переводчик за трёхтомную антологию средневековой французской литературы. В 1996 году в качестве литературного редактора принял участие в создании аниме «Весна Кэндзи», фантазии на тему биографии Миядзавы. В 2001 году за вклад в изучение творчества Миядзавы был удостоен премии Кэндзи Миядзавы. В том же году за поэтический сборник «Стихи на грани миров» Амадзава получил премию Ёмиури. В 2002 году был удостоен медали Пурпурной ленты.
Амадзаве принадлежит развитие концепции творческого действия (作品行為論), отчасти вдохновлённой работами Арто. Творческое действие, по Амадзаве, спонтанно («ритмический хэппениг») и изначально лишено этических установок. Роль поэта, которому Амадзава отказывает в творческом замысле, ограничивается приданием формы этому космическому ритму. Более того, поэт освобождается от ответственности за связи, возникающие или не возникающие между произведением и читателем.
Умер Т. Амадзава 25 января 2023 года.

## Издания на русском языке
- Тайдзиро Амадзава // Голоса вещей. Послевоенная японская поэзия гэндайси / Пер. А. Долина. — М.: Радуга, 1989. — С. 66—75.. В сборник вошли стихотворения «Моя весна», «Деревья в конце лета», «Песня травы», «Об улице», «Марш», «Облака и кручи», «Стая», «Переворот», «Патруль по улучшению жизни», «Кровавое воскресенье», «Condition».

## Сочинения

### Избранные сборники стихов
- «Пути» (道道, 1957)
- «Утренняя река» (朝の河, 1961)
- «С полночи до утра» (夜中から朝まで, 1963)
- «Ошибочное время» (時間錯誤, 1966)
- «Кровь и овощи» (血と野菜, 1970)
- «Ночные странствия» (夜々の旅, 1974)
- «Невидимые» (Les Invisibles 目に見えぬものたち, 1976)
- «Оплот мёртвых» (死者の砦, 1978)
- «Юная принцесса» (乙姫様, 1980)
- «Невернувшиеся» (帰りなき者たち, 1981)
- «Неуснувшие» (眠りなき者たち, 1982)
- «В дантовом Аду» (地獄》にて, 1984)
- «Номадизм» (ノマディスム, 1988)
- «Заметки на полях о путешествиях» (欄外紀行, 1991)
- «Ночная битва» (夜の戦い, 1995)
- «Изгнание бесов» (悪魔祓いのために, 1999)
- «Стихи на грани миров» (幽明偶輪歌, 2001)

### Литературная критика
- «Осмысление Кэндзи Миядзавы» (宮沢賢治の彼方へ, 1968)
- «Зеркало бумаги: от слова к произведению, от произведения к слову» (紙の鏡 - 言葉から作品へ作品から言葉へ, 1968)
- «Набросок теории творческого действия» (作品行為論を求めて, 1970)
- «Анатомия кошмара: развитие теории творческого действия» (夢魔の構造 - 作品行為論の展開, 1972)
- «Приглашение к французской поэзии: перевод и восприятие» (フランス詩への招待 - 訳詩と鑑賞, 1980)
- «Расшифровка грёз» (幻想の解読, 1981)
- «Образ Кэндзи Миядзавы» (《宮沢賢治》鑑, 1986)
- «О Миюки Нагасиме» (《中島みゆき》を求めて, 1986)
- «Где обитает поэзия?» (詩はどこに住んでいるか, 1990)
- «Комментарии к произведениям Кэндзи Миядзавы» (《宮沢賢治》注, 1997)

### Эссе
- «От снега к цветку, от обыкновения к произведению» (『雪から花へ 風俗から作品へ, 1980)